# Borani (popolo)
I Borani erano un antico popolo abitante l'attuale penisola di Crimea. Compirono tutta una serie di incursioni piratesche lungo le coste del Ponto Eusino a partire dalla seconda metà del III secolo, insieme alle popolazioni di Goti ed Eruli.
L'affiliazione etnico-linguistica del popolo è dubbia; è possibile che fossero tanto di ceppo sarmatico, come numerose altre genti insediate in quell'area all'epoca, quanto di origine germanica, come i Goti e gli Eruli ai quali si unirono nelle loro scorrerie.

## Storia
I Borani sono menzionati nelle fonti antiche come conseguenza degli eventi della crisi imperiale del III secolo e sembrano essersi insediati sulla costa settentrionale del Mar Nero. Probabilmente non erano germanici, ma una tribù sarmatica. Vengono menzionati per la prima volta negli anni '50 del III secolo, quando si recano sulla costa meridionale del Mar Nero con navi da guerra. Le navi erano fornite dalle città greche dell'Impero Bosporico, che a quanto pare si sentirono costrette a collaborare a causa del ritiro delle truppe romane e della pressione delle varie tribù circostanti.
Un primo attacco al Pityus romano nel 254/55 (la datazione è controversa) fallì ancora. I Borani ebbero più successo in un secondo attacco nel 256/57, dopo che un attacco a Fasi era inizialmente fallito. Anche i Goti, che si erano insediati sulla costa settentrionale del Mar Nero, parteciparono alla seconda campagna borica. Anche Trapezunte fu conquistata e saccheggiata dagli Sciti, come vengono riassunti gli attaccanti nelle fonti greche sulla base di idee etnografiche classiche. A quanto pare, i Romani furono colti completamente di sorpresa dall'improvvisa comparsa degli invasori, che cercavano soprattutto bottino. A metà degli anni '60 del III secolo, ci fu un'altra incursione di "pirati sciti" sulla costa settentrionale dell'Asia Minore, durante la quale fu conquistata anche la città di Eraclea Pontica. Probabilmente anche i Borani furono coinvolti in questa campagna, ma non sono più menzionati nelle fonti. La loro storia successiva è sconosciuta.